# Qilakitsoq-mumierna

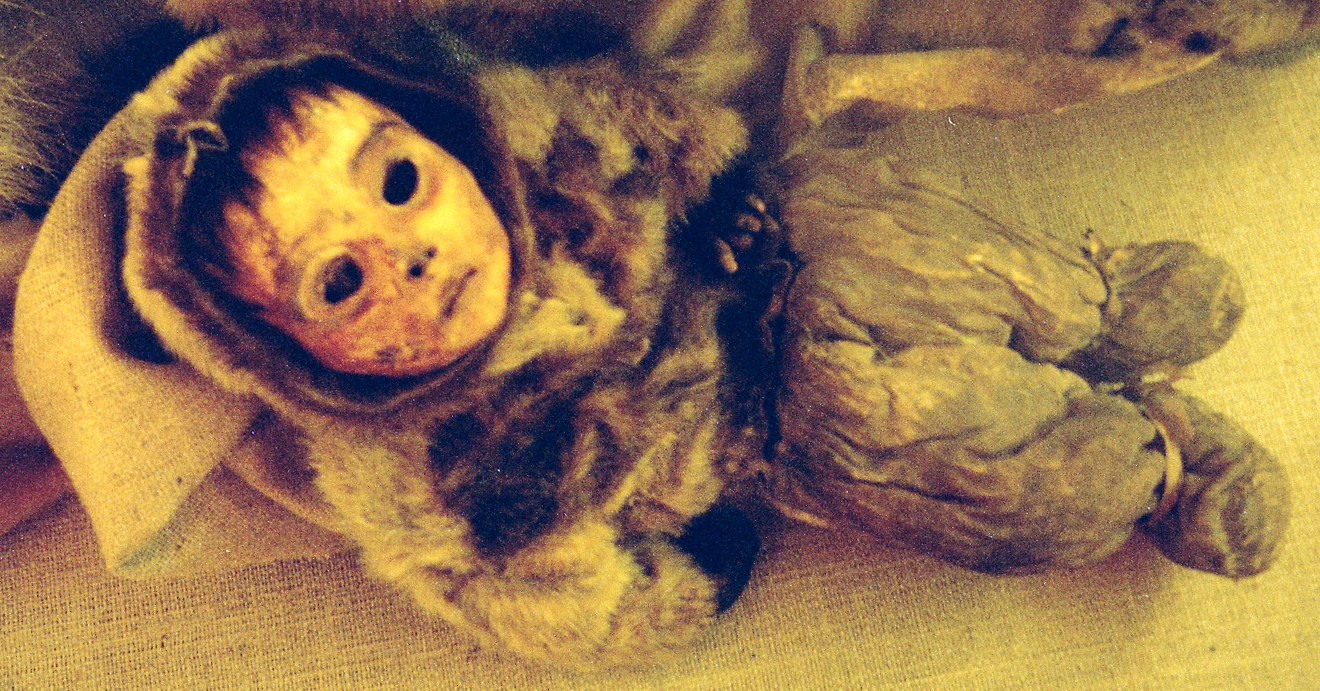
Mumien av den sex månader gamla pojken

Qilakitsoq-mumierna är Grönlands kanske främsta arkeologiska fynd, och var en vetenskaplig sensation när de blev kända 1977, då bilden av den mumifierade sexmånaders babyn från sent 1400-tal spreds över världen, bland annat på ett omslag till tidskriften National Geographic.
Mumierna upptäcktes 1972 i en grotta i berget nära den förra boplatsen Qilakitsoq av två bröder från Uummannaq som var på ripjakt. De fotograferade och rapporterade fyndet, men inget hände förrän 1977, då Nationalmuseet i Nuuk fick en ny chef och utgrävning inleddes.
Graven bestod av åtta mumier, sex kvinnor och två barn, båda pojkar. Kropparna hade begravts under ett klipputsprång som skyddat dem från sol, regn och snö. Genom åren har vind och låg temperatur torkat ut och bevarat kropparna på ett sätt som mest liknar modern frystorkning.
Vid utgrävningen blev det uppenbart att detta var ett ovanligt fynd. Det var norra Amerikas äldsta funna bevarade kroppar, och det var en unik möjlighet att studera grönländsk kultur under sent 1400-tal, eftersom mumierna kunde dateras till 1475 ± 50 år. Alla kropparna var begravda i sina kläder, och många föremål fanns i graven. De bäst bevarade mumierna valde forskarna att inte röra mer än nödvändigt. Man har inte ens tagit av dem kläderna. Dessa kroppar visas idag i Nationalmuseet i Nuuk. Flera av de vuxna kvinnorna har ansiktstatueringar. De mindre väl bevarade mumierna undersöktes närmare, men man har inte funnit någon klar lösning på vad som orsakade gruppens död. Det var mot traditionen att män och kvinnor begravdes var för sig, och vad som orsakat denna begravning av enbart kvinnor och barn är oklart. Även om det fanns tecken på sjukdom hos enstaka av de begravda, så var de döda inte i dåligt skick när de dog. Det fanns inga tecken på undernäring, våld eller - för de flesta av dem - akut sjukdom. En teori om att hela gruppen dött i en båtolycka anses idag vara motbevisad.
Vad gäller den sex månaders pojken på bilden, anses det däremot troligt att han begravdes levande tillsammans med sin avlidna mor, eftersom hon inte längre kunde vårda och amma honom.

### Internetkällor
- - The Home of the Greenland Mummies